# Geothlypis
Geothlypis és un gènere d'ocells de la família dels parúlids, Parulidae.

## Taxonomia
Segons la Classificació del Congrés Ornitològic Internacional (versió 11.1, 2021) aquest gènere està format per 15 espècies:

- Geothlypis poliocephala - bosquerola emmascarada capgrisa.
- Geothlypis aequinoctialis - bosquerola emmascarada tropical.
- Geothlypis chiriquensis - bosquerola emmascarada de Chiriquí.
- Geothlypis auricularis - bosquerola emmascarada del Pacífic.
- Geothlypis velata - bosquerola emmascarada meridional.
- Geothlypis tolmiei - bosquerola emmascarada de Tolmie.
- Geothlypis philadelphia - bosquerola emmascarada ploranera.
- Geothlypis formosa - bosquerola emmascarada de Kentucky.
- Geothlypis semiflava - bosquerola emmascarada de capell olivaci.
- Geothlypis speciosa - bosquerola emmascarada caranegra.
- Geothlypis beldingi - bosquerola emmascarada de Belding.
- Geothlypis rostrata - bosquerola emmascarada de les Bahames.
- Geothlypis flavovelata - bosquerola emmascarada d'Altamira.
- Geothlypis trichas - bosquerola emmascarada comuna.
- Geothlypis nelsoni - bosquerola emmascarada de matollar.